# أديلايد من ساكس-ماينينغن
أديلايد من ساكس-مايننغن (الألمانية:Adelheid von Sachsen-Meiningen؛ الإنجليزية: ؛ 13 أغسطس 1792 - 2 ديسمبر 1849)، كانت زوجة ويليام الرابع ومنذ 26 يونيو 1830 حتى 20 يونيو 1837، كانت ملكة المملكة المتحدة وهانوفر، ولدت في ماينينغن (تقع اليوم. تورينغيا، ألمانيا)، وهي الطفل الأول لـ غيورغ الأول دوق ساكس ماينينغن وزوجته لويز إليونور فون هوهنلوه-لانغنبورغ.
في 11 يوليو 1818 تزوجت أديلايد من دوق كلارنس الابن الثالث لـ جورج الثالث الذي كان يكبرها بـ 27 عامًا، في ذلك الوقت لم يكن جورج الثالث قادرًا على أداء واجباته كملك وكان سلفها الأكبر جورج يحكم البلاد كوصي على العرش، في نوفمبر 1817 توفيت ابنته الوريثة شارلوت، وعلى الرغم من أن لديه 12 طفلًا، لم يكن لدى جورج الثالث أحفاد شرعيون وكان مستقبل النظام الملكي موضع شك، ولهذا السبب قرر أبناء جورج الثالث الأخرون الزواج من أجل إنجاب ورثة للنظام الملكي من هذه الزيجات، ومع ذلك كان لدى الدوق كلارنس في السابق عشرة أبناء من علاقة مع دوروثي جوردن والذين كانوا غير مؤهلين لتولي العرش بسبب عدم شرعيتهم، تم زواج أديلايد وويليام في نفس يوم زفاف شقيقه الأصغر إدوارد (والد الملكة فيكتوريا). أنجب أديلايد وويليام طفلين، توفي أحدهما في نفس اليوم والآخر بعد ثلاثة أشهر، وإما حالات الحمل أدت إلى الإجهاض.
في عام 1830 مع وفاة جورج الرابع تولى زوجها ويليام العرش، وتوجا معا في 8 سبتمبر 1831 في كنيسة وستمنستر، ومع 1837 توفي ويليام الرابع وخلفته ابنة شقيقه فيكتوريا، توفي أديلايد في ميدلسكس بعد 12 عامًا من وفاة ويليام، ودفنت في كنيسة القديس جورج بقلعة وندسور .
مدينة أديلايد عاصمة جنوب أستراليا والتي تأسست خلال عهد ويليام الرابع، سُميت تخليداً لذكراها، الكويكب 525 أديلايد سمي أيضًا باسمها، كانت أديلايد العرابة للطفلة الأولى للملكة فيكتوريا، فيكتوريا أديلايد ماري لويز التي أخذت اسمها الثاني منها.